# Нелюбов Дмитро Миколайович
Дмитро Миколайович Нелюбов (рос. Дмитрий Николаевич Нелюбов; 1866, Санкт-Петербург — 19 березня 1926, Ленінград) — російський, радянський ботанік, фізіолог; доктор наук (1914).
Першовідкривач впливу етилену на фізіологічні процеси рослин.

## Біографія
Народився 14 листопада 1866 року в Санкт-Петербурзі .  Вищу освіту здобув в Імператорському Санкт-Петербурзькому університеті, навчався на природничому відділенні фізико-математичного факультету, був учнем ботаніка Андрія Миколайовича Бекетова. Закінчивши університет у 1893 році, був залишений для підготовки до професорського звання. Працював лаборантом у Ботанічному кабінеті університету (1895—1896) (був «хранителем Ботанічного кабінету»). Із 1896 року працював у Лабораторії з анатомії та фізіології рослин Імператорської Санкт-Петербурзької академії наук (із 1917 року — Російської академії наук, з 1925 року — Академії наук СРСР).
Був членом гуртка «Маленькі ботаніки», до якого входили студенти та випускники Санкт-Петербурзького університету (серед найвідоміших учасників — Андрій Миколайович Краснов, Володимир Миколайович Сукачов та майбутній президент АН СРСР Володимир Леонтійович Комаров). Вони збиралися вечорами, щоб обговорити нові ботанічні публікації, у тому числі у зарубіжній пресі, власні публікації, а також різноманітні наукові ідеї. Нерідко на ці збори приходили й їхні колишні викладачі. Діяльність гуртка розпочалася з ініціативи Бекетова у 1884 році і тривала приблизно до 1904 року. Нелюбов вступив до гуртка у 1896 році і був його активним учасником, неодноразово виступав із доповідями, а деякий час був також і «міністром фінансів» — відповідальним за збирання грошей «на канцелярські витрати».
Одночасно з роботою в академії наук займався викладанням у Санкт-Петербурзькому практичному технологічному інституті. Був активним популяризатором ботаніки.
Помер у Ленінграді 19 березня 1926 року.

## Внесок в науку
Наукові дослідження Нелюбова були присвячені фізіологічним особливостям проростання насіння, питанням росту рослин, а також такому явищу, як геотропізм. Першим у науці досліджував вплив на розвиток рослин фізіологічно активних, зокрема шкідливих газів. Ще в 1864 році було встановлено, що природний газ, впливаючи на рослини, викликає зміни в їх розвитку — зокрема, їх зростання гальмується, органи починають скручуватися, стебла та коріння аномально товщають, а плоди дозрівають швидше; передбачалося, що таку дію на рослини спричиняє метан — основний компонент природного газу. Лише у 1901 році Нелюбовим було показано, що газом, який активно впливає на рослини, є не метан, а присутній у природному газі в невеликій кількості етилен.
У 1914 році Нелюбовим було описано так звану «конститутивну потрійну відповідь рослин на етилен», що полягає в потовщенні проростка та уповільненні його зростання проростка в довжину, без розгинання у апікальної петельки, а також зміні орієнтації проростка в просторі.

## Публікації
- О горизонтальной нутации у Pisum sativum и некоторых других растений // Труды Санкт-Петербургского Общества Естествознания, т. 31, вып. 1, 1901.
- Об изменении геотропических свойств стеблей под влиянием некоторых газов // Дневники XI Съезда Естествоиспытателей и Врачей, 1901.
- О действии светильного газа на растения // Почвоведение, 1901.
- Природа растений: Характерные проявления жизни и важнейшие черты сходства и различия организмов в растительном царстве: с 32 таблицами хромолитографий, заимствованных из соч. Leclerc du Sablon «Nos fleurs», и 210 рисунками в тексте. — СПб.: издание Ф. Павленкова, 1903. — IV, 296 c.[3]
- О превращении отрицательного геотропизма в трансверсальный // Дневники XII Съезда Естествоиспытателей и Врачей, 1910.
- Геотропизм в лабораторном воздухе // Известия Императорской Академии Наук. Сер. 6. 1910. Т. 4. № 17. С. 1443—1458.
- Качественные изменения геотропизма. Часть II. Влияние лабораторного воздуха и этилена на геотропизм стеблей // Записки Императорской академии наук. Серия VIII, по физико-химическому отделению. Том XXXII. № 3, 1914.